# Georg Scharnagl
Georg Scharnagl (26. února 1880 Lom u Tachova – 20. října 1965 Ingolstadt) byl československý politik německé národnosti, meziválečný poslanec a senátor Národního shromáždění.

## Biografie
V roce 1909 založil křesťansko sociální rolnický spolek. Patřil mezi první kolegy Ambrose Opitze, když Opitz zakládal mezi českými Němci na přelomu století Křesťansko-sociální stranu. Scharnagl byl obecním radou a starostou v Březí u Tachova. Od roku 1920 byl členem celostátního vedení Německé křesťansko sociální strany lidové v ČSR.
V parlamentních volbách v roce 1920 získal za Německou křesťansko sociální stranou lidovou (DCSVP) poslanecké křeslo v Národním shromáždění. Mandát obhájil v parlamentních volbách v roce 1925 i parlamentních volbách v roce 1929.
Podle údajů k roku 1929 byl povoláním rolníkem z Březího u Tachova. V rámci strany patřil k zemědělskému křídlu soustředěnému okolo organizace Německý křesťanský rolnický svaz, kterou Scharnagl zakládal roku 1909 a která měla okolo 2500 členů.
Později přešel do horní komory parlamentu. V parlamentních volbách v roce 1935 získal za německé křesťanské sociály senátorské křeslo v Národním shromáždění. V březnu 1938 poté, co tato strana splynula se Sudetoněmeckou stranou, přešel do senátorského klubu Sudetoněmecké strany (SdP). V senátu setrval do října 1938, kdy jeho mandát zanikl v důsledku změn hranic Československa.
V prosinci 1938 se stal členem NSDAP (místní skupina Wittingreith u Tachova). Po roce 1945 působil jako krajský manažer bavorské strany CSU v Ingolstadtu. Byl aktivní ve vysídleneckých sdruženích a zastával funkci čestného krajského rady pro vyhnance z Tachova. Zemřel 20. října 1965 v Ingolstadtu. 23. října 1965 byl v Ingolstadtu pohřben.